# 前任4：英年早婚
《前任4：英年早婚》（英語：The Ex-Files 4: Marriage Plan）是一部中國大陆愛情片，是由田羽生導演執導的前任攻略《前任3：再见前任》續集，也是本系列的第四部，由韩庚、郑恺、于文文、刘雅瑟、曾梦雪、张天爱、朱颜曼滋主演，于2023年9月28日在中国大陆上映。

## 剧情简介
本片故事延续上部剧情：孟云（韩庚饰）和余飞（郑恺饰）在历经爱情洗礼之后来到了谈婚论嫁的年纪。孟云在经历“分手后遗症”期间，面对家人的催促开始寻找真爱；而余飞和女友丁点（曾梦雪饰）为了应对结婚后即将产生的各种情况，自创了“结婚冷静期”，将婚后生活提前预演。为此，两兄弟开启一场新的爱情挑战。

## 演員
| 角色       | 演員     | 简介 |
| ---------- | -------- | --- |
| 孟雲       | 韓庚     | 第一男主角，余飛的好友，在本片中与林佳分手后单身多年，开始尝试相亲，接连遇见了小艾、黄悦和刘柳柳。                     |
| 余飛       | 鄭愷     | 前集男配角，今集第二男主角，孟雲的好友，在本片中与丁点开启“结婚冷静期”后，二人先开始了“兴奋到无法冷静”的情侣内卷阶段。 |
| 林佳       | 于文文   | 前集女主角，今集女配角，丁點閨蜜，孟雲的女友。                                                                         |
| 丁點       | 曾夢雪   | 前集女配角，今集第一女主角，林佳閨蜜，余飛的女友。                                                                     |
| 王梓       | 罗米     | 周總的外甥女。 |
| 刘柳柳     | 刘雅瑟   | 孟云的相亲对象之一。                                                                                                   |
| 小艾       | 张天爱   | 孟云的相亲对象之一。                                                                                                   |
| 黄悦       | 朱颜曼滋 | 孟云的相亲对象之一。                                                                                                   |
| 余飞前女友 | 宋奕星   | |

## 制作
本片于2022年12月25日在成都正式开机。2023年2月22日杀青，同时公布演员阵容。

## 票房
2023年9月28日，该片首映日票房突破8000万元人民币。截至10月6日，该片总票房破7亿元。截至10月7日，该片总票房破10亿元。